# Pseudanthessius exilicornis
Pseudanthessius exilicornis is een eenoogkreeftjessoort uit de familie van de Pseudanthessiidae. De wetenschappelijke naam van de soort is voor het eerst geldig gepubliceerd in 1995 door Stock & Humes.